# Sara Pennypacker
Sara Pennypacker (geboren als Sara Young am 9. Dezember 1951 in Massachusetts) ist eine US-amerikanische Kinderbuchautorin.

## Leben
Sara Young absolvierte eine künstlerische Ausbildung. Sie malt Aquarelle und betrieb eine Galerie. Sie heiratete und hat zwei Kinder. 1990 begann sie mit dem Schreiben von Kinderliteratur. Sie hat seither unter ihrem Ehenamen Sara Pennypacker fast zwanzig Kinderbücher veröffentlicht (Stand 2017), darunter der Serientitel Clementine illustriert von Marla Frazee und ins Deutsche übersetzt von Gabriele Haefs. Ihre Literatur für Erwachsene veröffentlicht sie unter ihrem Geburtsnamen Sara Young, so ein Roman, der das nationalsozialistische Lebensbornprogramm thematisiert.
Sara Young lebt auf Cape Cod.  

## Auszeichnungen
- 2017 LovelyBooks Leserpreis in der Kategorie Kinderbuch für Mein Freund Pax

## Werke (Auswahl)
- Stuart's Cape (2002)
- Stuart Goes to School (2005)
- Clementine (2006)
  - Clementine. Bilder Marla Frazee. Übersetzung Gabriele Haefs. Hamburg : Carlsen, 2007
- The Talented Clementine (2007)
  - Vorhang auf für Clementine. Bilder Marla Frazee. Übersetzung Gabriele Haefs. Hamburg : Carlsen, 2008
- Pierre In Love (2007) Bilderbuch
- Clementine's Letter (2008)
  - Clementine schreibt einen Brief. Bilder Marla Frazee. Übersetzung Gabriele Haefs. Hamburg : Carlsen, 2009
- The Mount Rushmore Calamity (2009)
- The Great Egyptian Grave Robbery (2009)
- The Japanese Ninja Surprise  (2009)
- The Intrepid Canadian Expedition (2009)
- Sparrow Girl (2009) Bilderbuch
- Clementine, Friend of the Week (2010)
  - Clementines verrückte Woche. Bilder Marla Frazee. Übersetzung Gabriele Haefs. Hamburg : Carlsen, 2011
- Clementine and the Family Meeting (2011) 
  - Ein Baby für Clementine. Bilder Marla Frazee. Übersetzung Gabriele Haefs. Hamburg : Carlsen, 2013
- Summer of the Gypsy Moths (2012)
  - Der Sommer der Eulenfalter. Übersetzung Gabriele Haefs. Hamburg : Carlsen, 2015
- Clementine and the Spring Trip (2013)
  - Clementine und der Schulausflug. Bilder Marla Frazee. Übersetzung Gabriele Haefs. Hamburg : Carlsen, 2015
- Completely Clementine (2015)
  - Alles neu für Clementine. Bilder Marla Frazee. Übersetzung Gabriele Haefs. Hamburg : Carlsen, 2016
- Meet the Dullards. Illustrationen Daniel Salmieri. (2015) Bilderbuch
- Pax (2016)
  - Mein Freund Pax. Illustrationen Jon Klassen. Übersetzung Birgitt Kollmann. Düsseldorf : Sauerländer, 2017
- Waylon! One Awesome Thing (2016)
- Pax, Journey Home. Harper Collins 2021, ISBN 978-0-008-47028-9
  - Mein Freund Pax – Die Heimkehr, Übersetzung Birgitt Kollmann. Fischer Sauerländer, Frankfurt 2022, ISBN 978-3-737-35916-0

Sara Young
- My Enemy's Cradle. London : HarperCollins, 2008